# Linévitxi
Linévitxi (en rus: Линевичи) és un poble del krai de Primórie, a l'Extrem Orient de Rússia, que en el cens del 2010 tenia 152 habitants.